# Sadomasochismus
Als Sadomasochismus wird in der Regel eine sexuelle Devianz verstanden, bei der ein Mensch Lust oder Befriedigung durch die Zufügung oder das Erleben von Schmerz, Macht oder Demütigung empfindet. Die Bezeichnung entsteht aus einer Zusammenziehung der beiden Begriffe Sadismus und Masochismus, die die jeweilige Ausrichtung hinsichtlich des aktiven beziehungsweise passiven Erlebens beschreiben. Unterschieden werden kann zwischen inklinierendem (lateinisch inclinare, sich zuwenden) beziehungsweise einvernehmlichen Sadomasochismus und nicht inklinierendem Sadomasochismus. Darüber hinaus gibt es sowohl therapeutisch als auch umgangssprachlich verschiedene Verwendungen des Begriffs, die zum Teil stark voneinander abweichen und sich vor allem durch die Frage unterscheiden, ob der Sadomasochismus eine mit anderen Vorlieben gleichberechtigte sexuelle Präferenz ist oder ob es sich um eine behandlungsbedürftige paraphile Störung des Sexualverhaltens handelt.
Im Rahmen der sexualmedizinischen Diagnostik oder der Psychoanalyse wird Sadomasochismus dann als behandlungsbedürftig verstanden, wenn andere beeinträchtigt oder geschädigt werden, ein Leidensdruck besteht oder das soziale bzw. berufliche Leben dadurch eingeschränkt wird. Sadomasochismus ist als Teil des Formenkreises der Persönlichkeits- und Verhaltensstörungen als Störung der Sexualpräferenz in der „Internationalen statistischen Klassifikation der Krankheiten und verwandter Gesundheitsprobleme“ (ICD) unter der Schlüsselnummer F65.5 gelistet.

## Begriffe und Abgrenzungen

### Begriffsentstehung

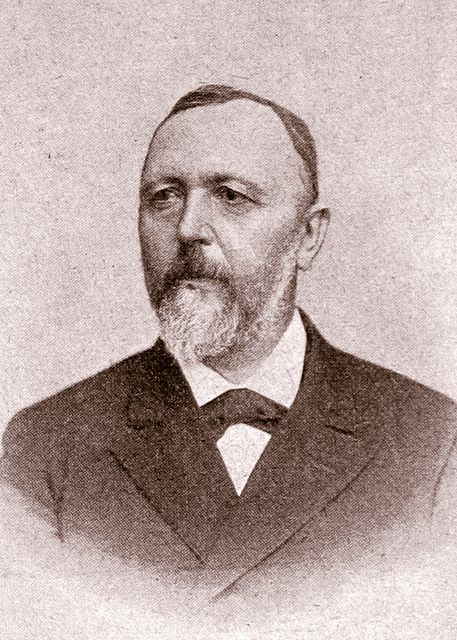
Richard von Krafft-Ebing

Die Begriffe Sadismus und Masochismus wurden erstmals 1886 von Richard von Krafft-Ebing in einem wissenschaftlichen Zusammenhang in Psychopathia sexualis verwendet. Er bezieht sich hierbei auf die Werke der Schriftsteller de Sade, dessen Romane pornografische Inhalte mit Gewaltfantasien mischen, und Sacher-Masoch, der in mehreren Werken den Lustgewinn durch Schmerz und Unterwerfung schildert.
Albert von Schrenck-Notzing führte im Jahr 1892 den Begriff der Algolagnie (Schmerzsucht) ein, der den Gesamtkomplex vermutlich erstmals in eine aktive (Sadismus) und eine passive Form (Masochismus) einteilte. (Da Sadomasochismus aber auch ohne das Bedürfnis nach körperlichem Erleben auftreten kann, ist der Begriff Algolagnie nicht auf das gesamte Spektrum anwendbar und wird in der Diagnostik nicht verwendet.) Seiner Auffassung nach bilden die beiden Ausprägungen die beiden Pole innerhalb eines Gesamtkontinuums. Sowohl diese Ansicht als auch die der strikten Trennung beider Störungen sind bis heute verbreitet und werden mit derselben Argumentation verteidigt.
Nachdem Sigmund Freud 1905 in seinen Drei Abhandlungen zur Sexualtheorie Sadismus und Masochismus als aus einer fehlerhaften Entwicklung der kindlichen Psyche entstehende Krankheiten dargestellt hatte und so die weitere Beurteilung des Themas auf Jahrzehnte hinaus grundlegend beeinflusste, prägte schließlich 1913 der Wiener Psychoanalytiker Isidor Sadger in seinem Artikel Über den sado-masochistischen Komplex erstmals den zusammengesetzten Begriff „Sado-Masochismus“.

### Umgangssprachliche Verwendung
Sadomasochismus – in allen seinen Varianten repräsentiert durch die Buchstaben SM – findet sich auch im mehrschichtigen Akronym BDSM, welches sich zusammensetzt aus Bondage & Discipline, Dominance & Submission, Sadism & Masochism. In der Umgangssprache beschreibt der Begriff Sadomasochismus, beziehungsweise die Abkürzungen Sadomaso oder SM, ohne weitere Spezifikation sexuelle Praktiken aus dem Bereich des BDSM. Häufig werden mit der Bezeichnung auch Mischformen des Sadomasochismus oder des BDSM mit verschiedenen fetischistischen Praktiken umschrieben. Allerdings ist zu beachten, dass Sadomasochismus in seinen verschiedenen Spielarten keineswegs nur sexuelle Praktiken und darauf bezogene Fantasien und Neigungen umfasst.

## Medizinische Einordnung und Diagnostik
Die medizinisch-psychologische Einordnung folgt den grundlegenden Diagnosekriterien, die ICD-10-GM (GM: German Modification) und dem häufig zitierten Diagnostic and Statistical Manual of Mental Disorders, das diagnostische und statistische Handbuch psychischer Störungen (DSM-IV), welches in den Vereinigten Staaten von der American Psychiatric Association (Amerikanische Psychiatrische Vereinigung) herausgegeben wird. Einvernehmlich gelebte oder auch heimliche sexuelle Vorlieben für sadomasochistische Praktiken erfüllen in aller Regel die Kriterien für die Diagnosestellung des Sadomasochismus im heutigen medizinischen Sinne nicht und sind eine soziologisch andersartige, aber nicht seltene Ausprägung der individuellen Sexualität. Die Übergänge zwischen individuell ausgeprägter Sexualität und Störung der Sexualpräferenz können jedoch nicht in allen Fällen sicher definiert werden. Eine Überlagerung von sexuellen Präferenzstörungen durch die Ausübung von sadomasochistischen Praktiken kommt jedoch vor.
Je nach Auffassung des zugrunde liegenden Diagnoseschlüssels wird Sadomasochismus als Ganzes oder in seinen Teilaspekten betrachtet. Durch die sich unterscheidenden Definitionen und die vertikale beziehungsweise horizontale Anordnung der Diagnosekriterien kann es aber insbesondere bei statistischen Werten und beschreibenden Publikationen aus verschiedenen Ländern zu abweichenden Ergebnissen kommen.

### ICD-10-GM F65.5
Nach ICD-10 F65.5 wird Sadomasochismus als einheitliche „Störung der Sexualpräferenz“ betrachtet, wobei eine gesonderte Kennzeichnung erfolgen kann, um eine der beiden Ausprägungen zu beschreiben.
Es werden sexuelle Aktivitäten mit Zufügung von Schmerzen, Erniedrigung oder Fesseln bevorzugt. Wenn die betroffene Person diese Art der Stimulation erleidet, handelt es sich um Masochismus; wenn sie sie jemand anderem zufügt, um Sadismus. Oft empfindet die betreffende Person sowohl bei masochistischen als auch sadistischen Aktivitäten sexuelle Erregung.
Die weiteren Diagnosekriterien für den Behandlungsbedarf umfassen unübliche sexuelle Fantasien oder dranghafte Verhaltensweisen, die über einen Zeitraum von mehr als sechs Monaten anhalten, sowie das subjektive Leiden des Betroffenen unter diesen Fantasien und Verhaltensweisen und die Einschränkung in mehreren Funktionsbereichen, beispielsweise in der sozialen Kontaktaufnahme oder der Erwerbstätigkeit. Nimmt eine andere Person dabei Schaden, wird verletzt oder misshandelt, ist bereits dies für die Diagnosestellung ausreichend.
Kritik am ICD-10-GM F65.5

Innerhalb der subkulturellen BDSM-Szene wenden sich verschiedene Organisationen, beispielsweise die deutsche Bundesvereinigung Sadomasochismus und die internationale ReviseF65, gegen die Klassifizierung des erotischen und einvernehmlichen Sadomasochismus im ICD als Paraphilie und fordern eine Revidierung dieser. Ihrer Ansicht nach wird diesen Praktiken und Lebensformen dadurch eine ungesunde beziehungsweise krankhafte Störung zugeschrieben, die Vorurteile und Diskriminierung gegenüber den Sadomasochisten befördert. Aufgrund dieser Bemühungen wurde in Dänemark bereits eine entsprechende Änderung des landeseigenen ICD durchgesetzt, in Schweden wurde eine entsprechende Regelung zum 1. Januar 2009 umgesetzt.

### ICD-11
In der ICD-11, die am 1. Januar 2022 in Kraft trat, wurde die Sektion grundsätzlich überarbeitet. Die Diagnose „Sadomasochismus“ entfällt und für einvernehmliche Handlungen ist kein Diagnoseschlüssel mehr vorgesehen. Gleichzeitig wurde eine neue Diagnose „Sexuell-sadistische Störung unter Ausübung von Zwang“ eingeführt. Für diese Diagnose muss sich die sexuelle Erregung auf nicht einvernehmliche sadistische Fantasien bzw. Handlungen beziehen.

### DSM 5
Die American Psychiatric Association hat mit dem Erscheinen des DSM-5 im Jahr 2013 die Diagnosekriterien nochmals überarbeitet. Grundsätzlich wird Paraphilien nur noch dann Krankheitswert zugeschrieben, wenn ein Leidensdruck besteht oder diese nicht sozialverträglich sind.
Entsprechend kann eine Masochistische Störung (DSM-5 302.83) diagnostiziert werden, wenn die entsprechenden Fantasien zu einem relevanten Leidensdruck oder Einschränkungen in wichtigen Lebensbereichen führen. Darüber hinaus liegt eine Sadistische Störung (DSM-5 302.84) zusätzlich auch dann vor, wenn die Person die Fantasien an anderen Menschen ohne deren Zustimmung auslebt.

## Verbreitung
Sadomasochismus tritt unabhängig von Geschlecht und der sexuellen Orientierung auf. Es gibt Überlagerungen mit anderen von der Norm abweichenden sexuellen Präferenzen, beispielsweise dem sexuellen oder transvestitischen Fetischismus, die entsprechend als Komorbidität bezeichnet werden. Innerhalb der klinischen Diagnostik erfolgt die Diagnosestellung zu 85 Prozent bei Heterosexuellen, was den Schluss zulässt, dass die Abweichung gleichmäßig bei Menschen aller Orientierungen auftritt. Bei Frauen tritt Sadomasochismus im Verhältnis zur Diagnose anderer sexueller Paraphilien signifikant häufiger auf.
Wie bei vielen Studien über menschliches Sexualverhalten und sexuelle Fantasien sind nicht alle verfügbaren Untersuchungen zuverlässig wissenschaftlich fundiert, teilweise sind die Untersuchungen veraltet. Neuere Untersuchungen zum Thema Verbreitung von sadomasochistischen Fantasien und Praktiken schwanken erheblich in der Bandbreite ihrer Ergebnisse, hierbei wird Sadomasochismus in der Regel unter dem Begriff BDSM subsumiert und nicht mehr isoliert betrachtet. Zusammenfassend lässt sich feststellen, dass die überwiegende Mehrheit der Autoren davon ausgeht, dass zwischen 5 und 25 Prozent der Bevölkerung regelmäßig Sexualpraktiken ausüben, die mit der Lust an Schmerzen, beziehungsweise mit Macht und Ohnmacht in Verbindung stehen. Der Bevölkerungsanteil mit entsprechenden Fantasien wird regelmäßig höher beziffert.

## Ursachen und Entstehung
Sadomasochismus ist im Gegensatz zu den meisten anderen sexuellen Präferenzstörungen eine Beziehungsparaphilie, die in der Regel auf das Ausleben innerhalb einer Beziehung ausgerichtet ist und jeweils ein Gegenstück benötigt, um ausgelebt zu werden. Wissenschaftlich und klinisch ist eine klare Unterscheidung zwischen Personen geboten, die aufgrund einer schweren psychischen Abnormität oder Störung real sadistisch und damit kriminell handeln, einerseits und inklinierenden Sadomasochisten andererseits, die eine partnerschaftliche Beziehung gestalten.
Es existieren nur wenige Studien, die psychologische Aspekte des Themas unter Berücksichtigung moderner wissenschaftlicher Standards betrachten. Eine zentrale Untersuchung zu dem Thema stammt von dem US-amerikanischen Sexualwissenschaftler Charles Moser und wurde 1988 im Journal of Social Work and Human Sexuality veröffentlicht. In dieser Untersuchung kommt er zu dem Schluss, dass sich keine gemeinsame Psychopathologie von Sadomasochisten formulieren lässt und sich aus der klinischen Literatur kein konsistentes Bild von den Betroffenen ableiten lässt. Moser weist darauf hin, dass nicht nachgewiesen werden kann, dass Sadomasochisten besondere psychiatrische oder auf ihren Vorlieben beruhende, spezifisch nur bei ihnen auftretende Probleme haben, die in direktem Zusammenhang mit der sadomasochistischen Neigung stehen.
Zu den Ursachen und der Entstehung des Sadomasochismus gibt es verschiedene Theorien, wobei diese sich in der Regel auf die jeweilige Ausprägung des Sadismus oder des Masochismus beziehen und sich keine allgemeingültige Ursache für die Entstehung sadomasochistischer Vorlieben finden lässt. Insbesondere bei sadistischen Gewalttätern und extremen Masochisten wird ein Zusammenhang mit sexuellem Missbrauch in der Kindheit häufig zitiert.  Tiefenpsychologisch wird eine Störung in der Ablösung von der Mutter vermutet, die sich in der Angst äußert, sich von der Mutter lösen zu müssen, und andererseits in der Angst davor, es nicht zu können. Ein Sadist lebe deshalb seine ambivalenten Gefühle am Sexualpartner aus. Auf der masochistischen Seite äußere sich diese Angst nicht durch Aggressivität, sondern durch Unterordnung; ein Masochist bestrafe sich selbst für die negative Emotion gegenüber der Mutter. Andere Theorien gehen von einer individuellen biographischen Entstehung innerhalb der analen Phase aus, in der die Verbindung von Lust und Schmerz als lustvoll erlebt wird. Keiner dieser theoretischen Ansätze konnte nach wissenschaftlichen Standards bewiesen werden.

## Therapie
Dokumentierte Erfahrungen mit der Therapie von paraphilen Störungen sind bei sadistischen Sexualstraftätern zu finden. Mitte des 20. Jahrhunderts wurden die Aversionstherapie und die verdeckte Sensibilisierung angewandt, um die devianten Reizmuster zu verlernen und anschließend Vorstellungen von einvernehmlichem bzw. „konventionellem“ Sex als befriedigend zu empfinden durch bewusste Imagination von nicht-sadistischen Fantasien kurz vor dem Orgasmus (der durch Masturbation in der Laborsituation angebahnt wurde). Die Kombination mit anderen Therapieverfahren soll die Generalisierung in den Alltag ermöglichen, wozu Strategien der kognitiven Umstrukturierung genutzt werden. Seit der Jahrtausendwende werden neben neueren behavioristischen Therapiemethoden gegebenenfalls Psychopharmaka, z. B. Antidepressiva der SSRI-Kategorie, mit einigem Erfolg eingesetzt. Multidimensionale Ansätze, d. h. eine Kombination aus verschiedenen verhaltenstheoretischen und kognitiven Ansätzen sowie Gesprächen scheinen am ehesten zu funktionieren, da auch an kognitiven Verzerrungen und Wahrnehmungsstörungen, beispielsweise in Bezug auf die angebliche Einwilligung der Opfer, gearbeitet wird.